# Henri Frotier de La Messelière
Pour les autres membres de la famille, voir Famille Frotier.
Henri Frotier de La Messelière, né le 2 novembre 1876 à Plesder et mort le 7 décembre 1965 à Saint-Brieuc, est un historien, héraldiste et généalogiste français qui a publié des travaux sur les familles bretonnes.

## Biographie
Issu de la famille Frotier, originaire de Melle (Deux-Sèvres), qui donna à l'Église deux évêques et à la royauté un sénéchal de Poitou, Henri Frotier de La Messelière est le troisième de cinq enfants de Paul Frotier de La Messelière, capitaine au régiment des Zouaves pontificaux et de l'armée des Volontaires de l'Ouest (1870), et de Louise de Chalus.
Licencié en droit en 1899, il soutient sa thèse de doctorat ès sciences politiques et économiques sur La noblesse en Bretagne avant 1789. Le 7 octobre 1903, il épouse Jeanne de Coatgoureden à Saint-Brieuc ; de cette union vont naître six enfants : Anne, Paul, Yvonne, Henriette, François et Gabrielle.
Il s'établit définitivement à Saint-Brieuc pour se consacrer à des recherches historiques, archéologiques et héraldiques. Pendant plus de cinquante ans, Henri de La Messelière a parcouru à pied ou à bicyclette tous les chemins creux bretons, à la découverte d'un lointain passé : menhirs, fortifications antiques, forteresses en ruine, manoirs, églises et gentilhommières. Il a publié des ouvrages historiques et géographiques de grand intérêt, il est considéré à ce titre comme un pionnier du tourisme moderne.

### Ouvrages historiques, généalogiques et littéraires
Parmi ses ouvrages, le plus connu est celui des Filiations bretonnes. Il comprend près de 3 800 pages en six volumes et indique la filiation directe depuis 1650 des représentants des familles portant armoiries en Bretagne, en reproduisant leurs blasons. Il rédige les 5 premiers volumes, le 6e étant écrit par Jean Durand de Saint-Front (1905-1985).
La sous-série 60 J des archives départementales des Côtes-d'Armor a été constituée grâce aux dons successifs d'Henri de La Messelière. La collection de cet érudit du XXe siècle intéresse essentiellement le patrimoine historique et archéologique des Côtes-d'Armor et représente au total près de 12 mètres linéaires de rayonnage. Cet ensemble documentaire et iconographique intéresse particulièrement tous les passionnés de généalogie, d'héraldique et d'archéologie bretonnes.

### Œuvres artistiques
Au cours de ses pérégrinations bretonnes, Henri Frotier de La Messelière a dessiné la plupart des édifices religieux, chapelles, églises, calvaires ainsi que les châteaux et manoirs dont le caractère historique est mentionné dans tous ses ouvrages. Le musée d'Art et d'Histoire de Saint-Brieuc et le musée des Beaux-Arts de Rennes conservent et exposent une partie de ses œuvres.

### Distinction
Henri Frotier de La Messelière est chevalier de la Légion d'honneur.

## Publications
- La Noblesse en Bretagne avant 1789, Rennes, Imprimerie Edonneur, 1902.
- Recueil de généalogie des familles Frotier de La Messelière, de Chalus et de Coatgourden, 2 Vol., Rennes, Imprimerie Edonneur, 1904, 1 350 p., 280 illustrations.
- Étude d'un débris de verrière : les portraits des sires de Coëtquen dans l'église de Saint-Hélen (Côtes-du-Nord), 7 dessins, Saint-Brieuc, Francisque Guyon, 1907.
- Nouveau guide illustré d'Ille-et-Vilaine, 70 dessins, Rennes, Simon, 1908.
- Histoire des principales familles de la paroisse d'Évran (Côtes-du-Nord), 20 dessins, Saint-Brieuc, Francisque Guyon, 1908.
- Souvenirs en forme de mémoire d'Henriette de Monbielle d'Hus, marquise de Ferrières-Marsay, 1744-1837, Saint-Brieuc, René Prudhomme, 1910.
- Ascendances au 4° et postérité du bienheureux Charles de Blois et de Jeanne, comtesse de Penthièvre, de 1337 à 1912, Saint-Brieuc, René Prudhomme, 1912.
- Filiations bretonnes (1650-1912), 5 volumes, 1470 notices et armoiries, Saint-Brieuc, René Prudhomme, 3 781 p., 1912 à 1933.
- Le Pays de Lamballe, 100 croquis, Saint-Brieuc, Société d'émulation des Côtes-du-Nord, Francisque Guyon, 1921.
- Le territoire des Côtes-du-Nord, Saint-Brieuc, Société d'émulation des Côtes-du-Nord, Francisque Guyon, 1927.
- Ascendances et parentés, 300 vues et plans, 250 documents héraldiques, 500 familles étudiées, Saint-Brieuc. 1929.
- Saint-Brieuc, principal centre touristique des Côtes-du-Nord, cartes des voies antiques, 30 plans de châteaux, Saint-Brieuc, Presses Bretonnes, 1934.
- De l'âge probable des châteaux de terre des Côtes-du-Nord, 40 plans, Saint-Brieuc, Presses bretonnes, 1934.
- Fortifications de pierre des Côtes-du-Nord, 30 plans, Saint-Brieuc, Presses bretonnes, 1935.
- Géographie historique des Côtes-du-Nord, Saint-Brieuc, Presses Bretonnes, 1938.
- Excursion dans le Regaire de Tréguier, 30 croquis, Saint-Brieuc, Presses bretonnes, 1939.
- Manoirs bretons des Côtes-du-Nord, 60 croquis, Saint-Brieuc, Presses bretonnes, 1941.
- État présent et origines des Frotier de La Messelière, de Bagneux et de La Coste-Messelière, nombreuses illustrations, Saint-Brieuc, Prudhomme, 1942.
- La légende des juveigneurs, 43 croquis, Saint-Brieuc, Presses Bretonnes, 1943.
- Le Bois-de-la-Roche et ses seigneurs; la Sainte de Néant, Saint-Brieuc, portraits, Prudhomme, 1943.
- La statuaire ancienne dans les Côtes-du-Nord, Saint-Brieuc, Presses Bretonnes, 1945.
- Documents héraldiques du département d'Ille-et-Vilaine, 72 croquis, Saint-Brieuc, Prudhomme, 1946.
- Le canton et la chastellenie de Corlay, 11 planches de croquis, Saint-Brieuc, Presses Bretonnes, 1946.
- Quintin-Avaugour, 23 planches de croquis, Saint-Brieuc, Presses Bretonnes, 1947.
- Catalogue illustré des monuments ruraux du Trégor et du Goëllo, 40 planches de croquis, Saint-Brieuc, Presses bretonnes, 1947.
- Le Poudouvre et le canton de Dinan-Est, 74 planches de croquis, Saint-Brieuc, Presses bretonnes, 1948.
- Le Poher, 27 planches de croquis, Saint-Brieuc, Presses bretonnes, 1949.
- Au cœur du Penthièvre, 138 planches de croquis, Saint-Brieuc, Presses bretonnes, 1951.
- Le Porhoêt des Côtes-du-Nord, Saint-Brieuc, Presses bretonnes, 1952.